# Fürstenberg (Hüfingen)

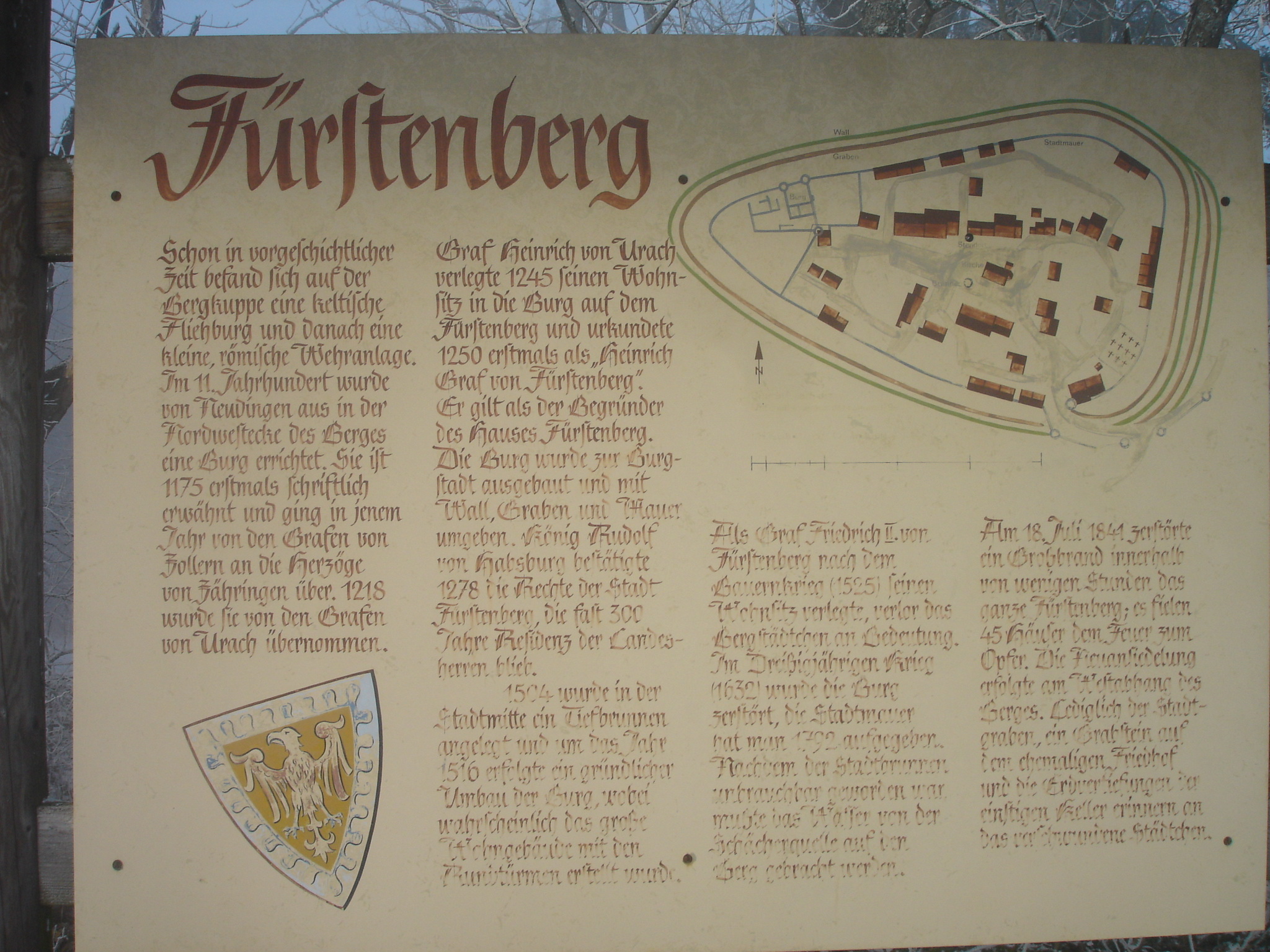
Tafel auf dem Fürstenberg

Fürstenberg ist ein Stadtteil von Hüfingen (Schwarzwald-Baar-Kreis), westlich unterhalb des Berges Fürstenberg. Fürstenberg war ursprünglich eine Stadt, die ihren Ursprung auf dem Fürstenberg auf 917 m Meereshöhe bei der Burg Fürstenberg hatte, eine Burgstadt und erster Stammsitz der Fürstenberger.

## Geschichte
Bereits die Kelten hatten auf dem Fürstenberg eine Höhensiedlung errichtet. Mitte 2020 wurde bei Erschließungsarbeiten des Neubaugebiets Hondinger Straße ein römischer Gutshof entdeckt und archäologisch untersucht.
Im Jahr 1175 ging der sogenannte „vürderste Berg“ an die Herzöge von Zähringen. Erben waren die Grafen von Urach. Die Zähringer waren 1218 ausgestorben. Es bestand damals schon eine kleine Siedlung und eine Burg. Der Ort gehörte noch zu Neudingen.

## 13. Jahrhundert

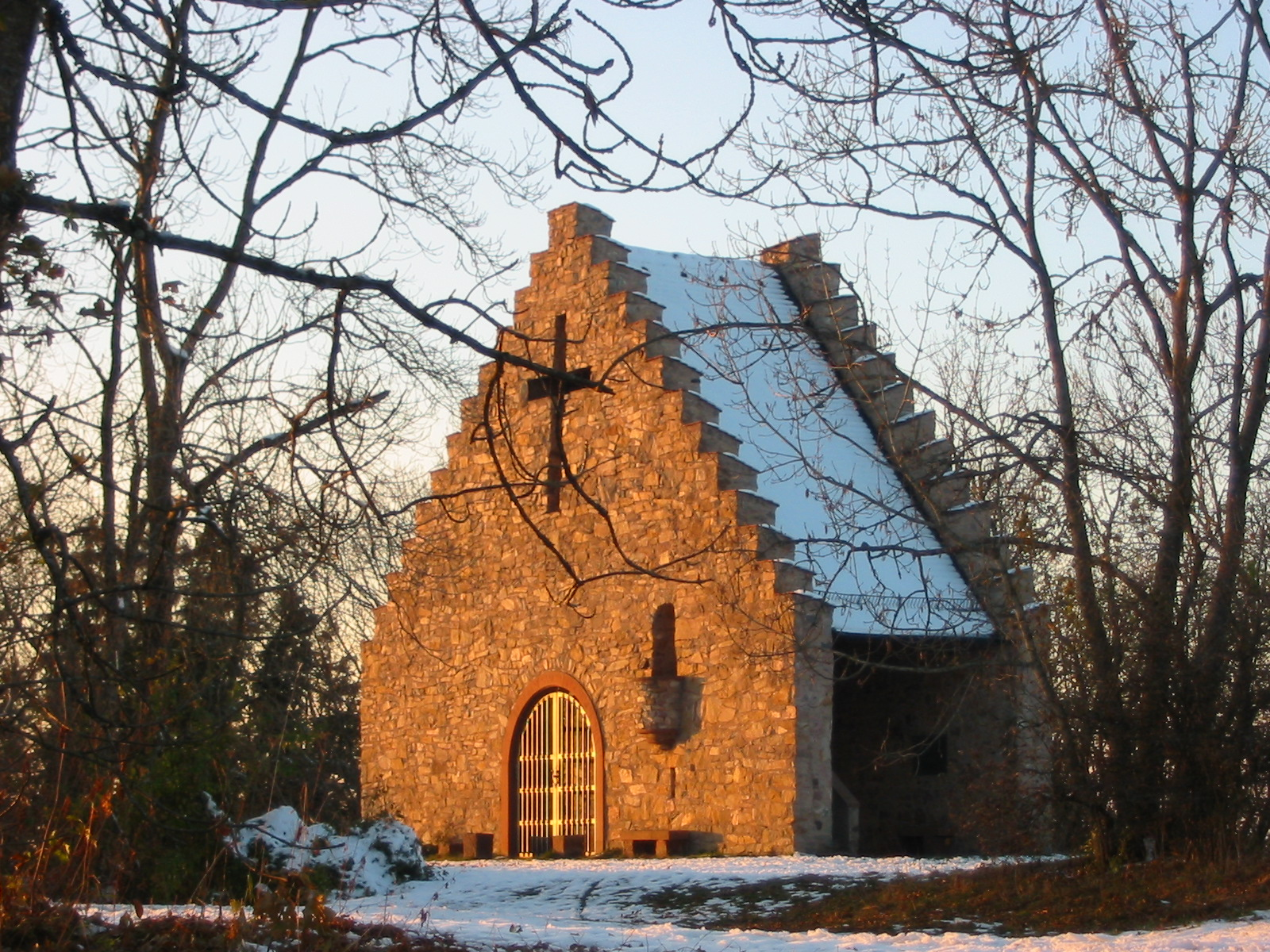
Die 1964 errichtete Augustinus-Kapelle auf dem Fürstenberg

Zwischen 1218 und 1250 verlegte Heinrich von Urach seinen Wohnsitz auf den Fürstenberg und nannte sich fortan von Fürstenberg. Der Fürstenberg wurde vermutlich von Neudingen aus besiedelt und als der Ort bereits eine Stadt war, hatte er noch eine Marktgemeinschaft mit Neudingen. Die Burg und die Stadt wurden weiter ausgebaut. Die Stadt Fürstenberg war von einem Wall und einer Stadtmauer umgeben. König Rudolf von Habsburg bestätigte unter anderem Graf Heinrich von Fürstenberg 1278 für den Ort Fürstenberg die Freiheit von fremden Gerichten und damit das Recht, den Titel Stadt zu führen. Eine breite Marktstraße führte vom Stadttor zur Burg. Von Norden und von Süden führten Straßen auf den Berg zur Stadt bis vor das Stadttor.

## Ab dem 16. Jahrhundert
1504 wurde ein Tiefbrunnen angelegt, um die Bürger mit Wasser zu versorgen. Die Burg wurde 1516 stark umgebaut, die Befestigungsanlagen wurden erneuert. Die Bewohner der Stadt waren meist Adelige, die bei den Grafen angestellt waren, zum Beispiel die Herren von Allmandshofen und die von Reischach. Sie versahen in den umliegenden Gemeinden Beamtendienste. Außerdem lebten Soldaten auf dem Berg zur Verteidigung, ein paar Bauern und Knechte zur Versorgung. Im Bauernkrieg wurde Fürstenberg erstürmt.
Im Dreißigjährigen Krieg wurden die Stadt und die Burg Fürstenberg weitgehend zerstört, der Brunnen war verschüttet, die adeligen Familien verließen den Berg, nur einige Familien blieben in ca. 50 Häusern. Das Wasser wurde wieder mit Lasteseln auf den Berg gebracht.

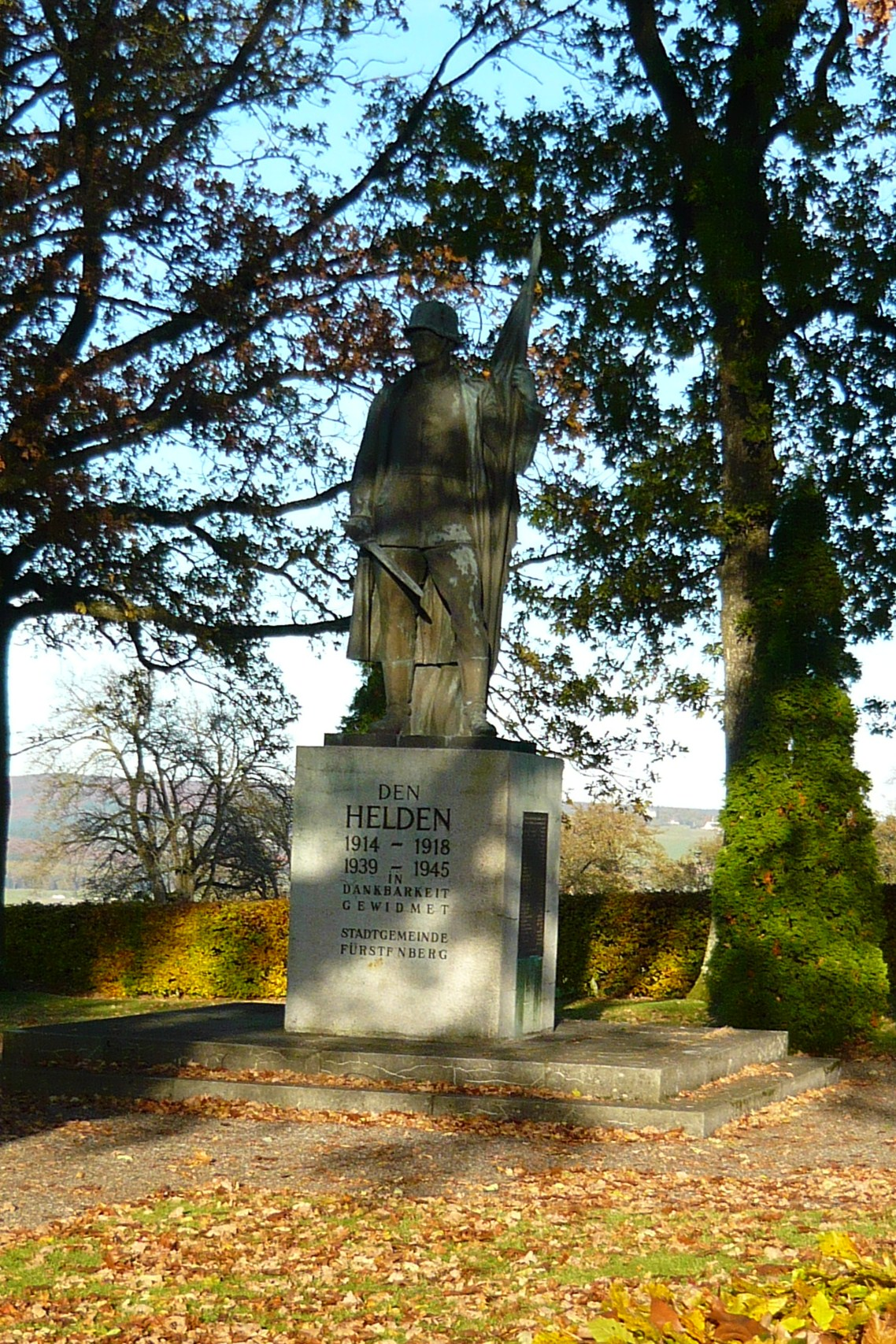
Kriegerdenkmal von Fürstenberg

Nach dem Großbrand am 18. Juli 1841 war das Städtchen Fürstenberg unbewohnbar geworden. Nach der Überlieferung brach der Brand durch ein Leichenbegängnis aus, als aus einem Weihrauchfass ein Funke auf einen nahestehenden Heuwagen fiel, nach anderen Angaben entstand das Feuer durch einen Hausbrand. Ein Kind kam um und 45 Häuser verbrannten, darunter das Pfarrhaus, das Schulhaus und die Kirche. Die übriggebliebenen Bürger siedelten unterhalb des Berges in der neu errichteten Stadt Fürstenberg, die im Grunde ein Dorf war, die Stadtrechte aber am 1. April 1956 zurück erhielt. Die Ruinen auf dem Berg wurden zum großen Teil als Steinbruch für die neue Ansiedlung verwendet. Die neuerbaute Kirche wurde 1855 benediziert und bekam Glocken aus Konstanz, die im Ersten Weltkrieg abgegeben werden mussten. Die zweiten erhielt sie von der Glockengießerei Grüninger. Diese mussten im Zweiten Weltkrieg abgegeben werden. Aus der Heimat des Pfarrverwesers Franz Simon, Alt Kemnitz, kamen zwei erhaltene Glocken vom Glockenfriedhof Hamburg, die durch eine weitere Glocke aus Stuttgart ergänzt wurden. Simon ließ 1951 auch das Eichenholzkreuz auf dem Berg errichten.
Fürstenberg wurde zum 1. Dezember 1971 in die Stadt Hüfingen eingegliedert.

## Wappen
| Wappen von Fürstenberg | Blasonierung: „In Silber (Weiß) eine rote Zinnenmauer mit offenem Tor, darüber zwei spitzbedachte rote Zinnentürme.“ |
| Wappen von Fürstenberg | Wappenbegründung: Das am 8. Oktober 1959 verliehene Wappen erinnert an die 1278 verliehenen Stadtrechte durch die Grafen von Urach-Freiburg. Aus dieser Zeit stammt auch das älteste Siegel, welches ebenfalls diese Abbildung zeigt. |

## Heute

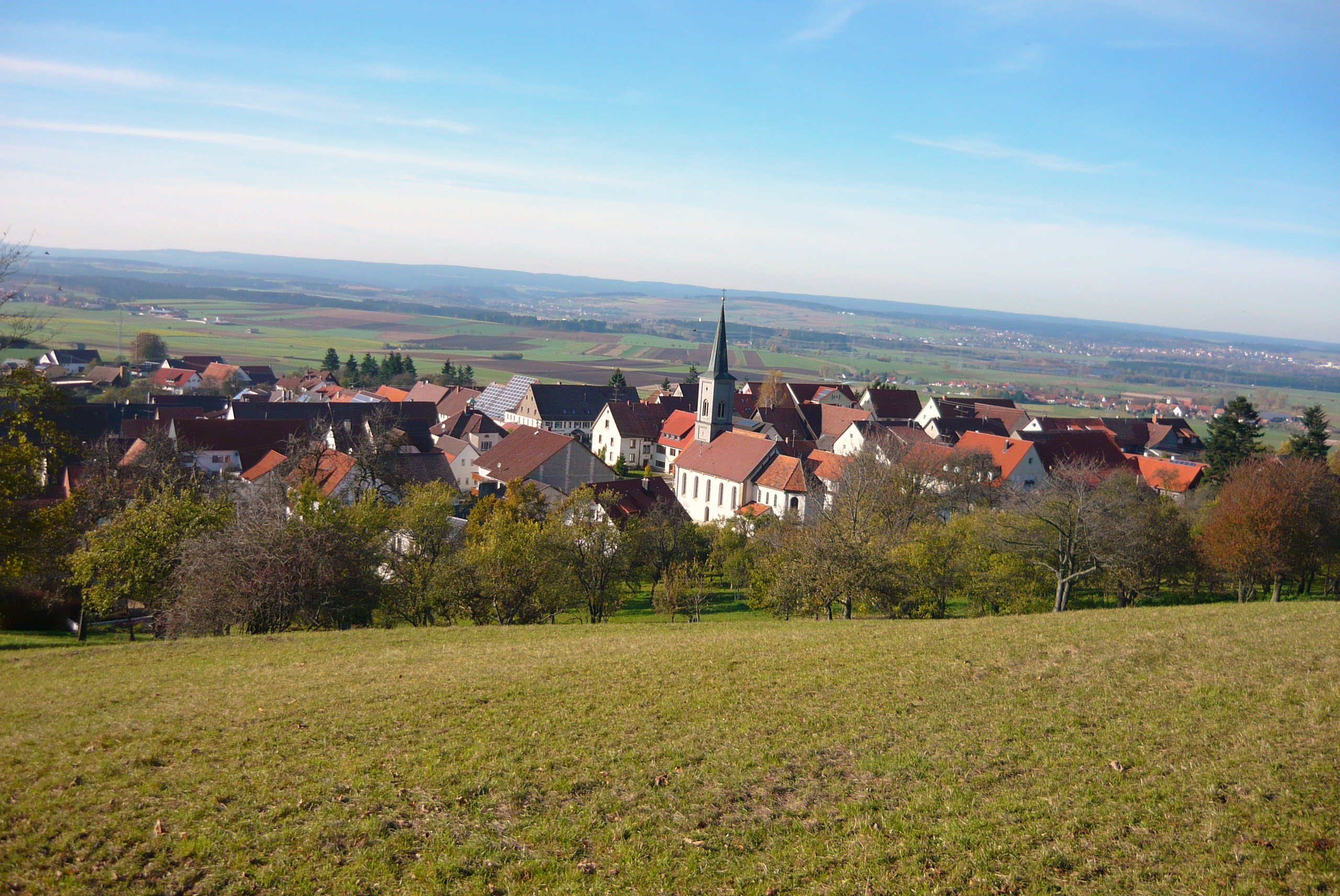
Das Städtchen Fürstenberg am Abhang des Fürstenberges mit weitem Blick in die Baarhochfläche

An der Oberfläche ist von der alten Stadt Fürstenberg nichts mehr zu sehen. Grundrisse kann man nur noch erahnen. Aktuell beschäftigt man sich in Fürstenberg mit der Erhaltung des Dorfcharakters und einer Vermeidung der Ausblutung des Ortes durch Leerstände, Baulücken und mangelnde Modernisierung von Gebäuden mit Hilfe des Programmes ELR (Entwicklung ländlicher Raum).